# АГД-1А
АГД-1А (автомотриса грузовая дизельная) — российская автомотриса, выпускаемая ОАО «Муромтепловоз» (АГД-1М выпускалась ОАО «Свердловский ПРМЗ „Ремпутьмаш“») и предназначенная для механизации работ по строительству, реконструкции, ремонту и обслуживанию железнодорожного пути при помощи комплекта навесных рабочих органов.

## История
Автомотриса АГД-1А спроектирована ПТКБ ЦП МПС (Проектно-технологическо-конструкторское бюро по пути и путевым машинам). За её изготовление в декабре 1990 года взялся ОАО «Свердловский ПРМЗ „Ремпутьмаш“», до этого выпускавший только небольшие изделия машиностроительной тематики и не имевший опыта в производстве путевой техники. Первая машина была выпущена и опробована менее чем через год, но несмотря на это, документацию на выпуск автомотрисы передали машиностроительному предприятию ОАО «Муромтепловоз», который в 1992 году выпустил первую АГД-1А, передав её на испытания в Муромскую дистанцию пути. Тогда инженеры-конструкторы «Свердловского ПРМЗ» разработали и запустили в производство модернизированную модель АГД-1М.
В 2006 году автомотриса АГД-1М была продемонстрирована на 12-й Международной специализированной выставке-ярмарке «Путевые машины-2006», проходившей в Калуге. На тот момент было реализовано 44 таких машин, эксплуатируемых не только в России, но и в странах ближнего зарубежья. В дальнейшем выпуск АГД-1М был вытеснен более совершенной АСГ-30. В свою очередь, АГД-1А по состоянию на 2017 год всё ещё остаётся в каталоге продукции ОАО «Муромтепловоз».

## Описание
Автомотриса представляет собой самоходный двухосный экипаж, оборудованный поворотной стрелой манипулятором с различным навесным оборудованием и предназначена для:
- доставка монтеров пути к месту производства работ;
- выполнения погрузочно-разгрузочных работ;
- механизации работ по уборке засорителей с железнодорожного полотна;
- перевозки элементов верхнего строения пути и сыпучих материалов;
- электропитания внешних потребителей в полевых условиях;
- производства сварочных работ.

### Технические характеристики АГД-1А
| Ширина колеи, мм                                                                        | 1435, 1520      |
| Количество осей, шт                                                                     | 2               |
| База, мм                                                                                | 6000            |
| Максимальная транспортная скорость, км/ч                                                | 80              |
| Максимальная грузоподъемность, т                                                        | 5               |
| Обслуживающий персонал, чел.                                                            | 2               |
| Пассажировместимость, чел                                                               | 7               |
| Двигатель, тип                                                                          | ЯМЗ-238М2       |
| Мощность двигателя, кВт (л. с.)                                                         | 176 (240)       |
| Генератор питания внешних потребителей                                                  | ГС-250-30/4     |
| Напряжение, В                                                                           | 380             |
| Грузовой момент манипулятора, кН/м (тм.)                                                | 170 (17)        |
| Максимальный вылет стрелы манипулятора, м                                               | 9               |
| Габаритные размеры, мм: - длина по осям автосцепок - ширина - высота от головок рельсов | 12250 3150 3900 |
| Масса, т                                                                                | 20              |

## Модификации
АГД-1М — модернизированная модель автомотрисы, выпускавшаяся Свердловским путевым ремонтно-механическим заводом «Ремпутьмаш». Основные отличия от АГД-1А:
- Электромеханическая трансмиссия с приводом колесных пар от двух тяговых электродвигателей (вместо механической).
- Дизель-генераторная установка У-45 с тиристорным преобразователем (вместо ЯМЗ-238 с КПП и сцеплением).

Автомотриса выпускалась в двух модификациях — для путевого хозяйства (с 1993 года) и служб сигнализации и связи (с 1995 года), отличающейся в свою очередь более мощным дизель-генератором Cummins 148 кВт (против 110 кВт у автомотрис для служб пути) и гидроманипулятором с грузовым моментом 8 тм (у автомотрис для служб пути 7 тм).

## Грузовой прицеп УП-4
Предназначен для работы в сцепе с автомотрисами АГД-1А и АГС-1 для перевозки различных грузов при текущем содержании железнодорожного пути. Прицепляется к автомотрисе со стороны манипулятора и соединяется с ней тормозной системой, гидравлической магистралью и цепью электро-оборудования. Прицеп имеет опрокидывающийся на обе стороны кузов и обслуживается бригадой автомотрисы.

### Технические характеристики УП-4
| Ширина колеи, мм                             | 1435, 1520 |
| Диаметр колесных пар, мм                     | 710        |
| Максимальная транспортная скорость, км/ч     | 80         |
| Номинальная грузоподъёмность платформы, т    | 14         |
| Емкость опрокидывающегося кузова, м          | 8          |
| Машинное время разгрузки кузова, с, не более | 60         |
| Масса прицепа, т                             | 11         |

## Экспонаты в музеях
- АГД-1М-003 — Музей истории железнодорожной техники Московской железной дороги (Москва)[11].